# Jabłonna Lacka (village)
Jabłonna Lacka [jaˈbwɔnna ˈlat͡ska] est un village polonais de la gmina de Jabłonna Lacka dans le powiat de Sokołów et dans la voïvodie de Mazovie, au centre-est de la Pologne.
Il est le siège administratif de la gmina de Jabłonna Lacka
Il est situé à environ 16 kilomètres au nord-ouest de Sokołów Podlaski et à 103 kilomètres à l'est de Varsovie.

Sa population est d'environ 1 500 habitants.